# NGC 36
NGC 36 este o galaxie spirală din constelația Peștii.